# Phelpsia
Phelpsia is een geslacht van zangvogels uit de familie tirannen (Tyrannidae).

## Soorten
Het geslacht kent de volgende soorten:
- Phelpsia inornata – Witbaardtiran